# Киннер, Александр Иванович
Алекса́ндр Ива́нович Ки́ннер (1 июля 1959 года, пос. Чална, Пряжинский район Карельская АССР — 15 августа 2023 года) — судья Конституционного Суда Республики Карелия в отставке, Заслуженный юрист Республики Карелия, Заслуженный юрист Российской Федерации, автор государственного флага Республики Карелия (1993).

## Биография
После окончания в 1982 году факультета подготовки кадров для органов прокуратуры Харьковского юридического института работал следователем, помощником прокурора Пряжинского района, прокурором Олонецкого района Карелии.
Избирался депутатом Верховного Совета Республики Карелия, председателем постоянной Комиссии по вопросам законодательства, законности и правопорядка. Был назначен представителем Председателя Правительства Республики Карелия в Законодательном Собрании Республики Карелия.
16 февраля 1993 года на сессии Верховного Совета Республики Карелия был одобрен флаг Республики Карелия, разработанный А. И. Киннером.
В 1997—2003 годах — судья Конституционного Суда Республики Карелия.

## Награды
- Памятный знак «90 лет Республике Карелия» в 2010 году.